# Municipio de Vincennes
El municipio de Vincennes (en inglés: Vincennes Township) es un municipio ubicado en el condado de Knox en el estado estadounidense de Indiana. En el año 2010 tenía una población de 23707 habitantes y una densidad poblacional de 148,25 personas por km².

## Geografía
Según la Oficina del Censo de los Estados Unidos, tiene una superficie total de 159.91 km², de la cual 155.6 km² corresponden a tierra firme y (2.7%) 4.31 km² es agua.

## Demografía
Según el censo de 2010, había 23707 personas residiendo. La densidad de población era de 148,25 hab./km². De los 23707 habitantes, estaba compuesto por el 92.8% blancos, el 4.02% eran afroamericanos, el 0.22% eran amerindios, el 0.78% eran asiáticos, el 0.02% eran isleños del Pacífico, el 0.62% eran de otras razas y el 1.53% pertenecían a dos o más razas. Del total de la población el 1.84% eran hispanos o latinos de cualquier raza.